# Салоу
Салоу (шп. Salou) град је у Шпанији у аутономној заједници Каталонија у покрајини Тарагона. Према процени из 2017. у граду је живело 26 386 становника.

## Становништво
Према процени, у граду је 2017. живело 26 386 становника.
| 2017.  |
| ------ |
| 26.386 |